# Класифікація кристалічних ґраток
Все різноманіття кристалічних ґраток класифікується за певною найважливішою ознакою. Найголовніша властивість кристала — просторова симетрія і за нею ґратки розділені на 7 сингоній, 32 класи симетрії. Інша важлива характеристика — розташування атомів в елементарній комірці, на ній заснована класифікація кристалічних ґраток Браве. Також кристали поділяються за типом хімічного зв’язку в кристалах і виділяються кристалічні структури з однаковими  зв’язками — гомодесмічні і гетеродесмічні з групами атомів зв’язаних ковалентними зв’язками і слабшими зв’язками між іншими атомами.

## Класифікація ґраток за симетрією
Сингонії:
- триклінна сингонія — найменша симетрія, немає однакових кутів, немає осей однакової довжини;
- моноклінна сингонія — два прямих кути, немає осей однакової довжини;
- ромбічна сингонія — три прямих кута (тому ортогонально), немає осей однакової довжини;
- гексагональна сингонія — дві осі однакової довжини в одній площині під кутом 120°, третя вісь під прямим кутом;
- тетрагональна сингонія — дві осі однакової довжини, три прямих кута;
- тригональна сингонія — три осі однакової довжини і три рівних непрямі кути;
- кубічна сингонія — найвищий ступінь симетрії, три осі однакової довжини під прямим кутом.

## Класифікація ґраток згідно з Браве
Огюст Браве запропонував розділити кристалічні ґратки за розташуванням атомів в елементарній комірці. 
Кристалічна ґратка загального вигляду містить кілька підґраток Браве, вкладених одна в іншу. Наприклад, ґратка кристалу кам'яної солі складається із двох кубічних гранецентрованих ґраток (одна заповнена йонами натрію, інша - йонами хлору).

## Найпростіші кристалічні ґратки

### Щільна гексагональна упаковка
Щільну гексагональну упаковку мають понад 30 чистих елементів, наприклад: вуглець (графіт), берилій, кадмій, титан та ін. Особливо вона характерна для металів.

### Ґратка типу алмазу
Ґратка типу алмазу складається із двох вкладених кубічних гранецентрованих ґраток Браве, зсунутих одна відносно іншої на чверть довжини просторової діагоналі куба. Цей тип ґратки характерний  для багатьох хімічних елементів, в першу чергу, звичайно, для  вуглецю у формі алмазу, але також для кремнію, германію і сірого олова. 
У випадку, коли одна із підґраток Браве окупована атомами одного елемента, а інша - іншого (наприклад в сполуках AIIIBV), така ґратка називається ґраткою типу цинкової обманки.